# ایکری
ایکری (بنگالی: ইকড়ি) یک روستا در جنوب غربی بنگلادش است که در ناحیه پیروج‌پور واقع شده است.